# 比弗克羅辛 (內布拉斯加州)
比弗克羅辛（英語：Beaver Crossing）是位於美國內布拉斯加州蘇厄德縣的村。

## 人口
根據2020年美國人口普查的數據，比弗克羅辛的面積為1.71平方千米，當中陸地面積為1.70平方千米，而水域面積為0.01平方千米。當地共有人口375人，而人口密度為每平方千米219人。